# پاپوآی غربی (استان)
پاپوآی غربی (اندونزیایی: Papua Barat) یکی از استان‌های اندونزی است که بخش غربی جزیرهٔ گینهٔ نو را شامل می‌شود.
این استان کم‌جمعیت‌ترین استان کشور بوده و به همراه پاپوآ (پاپوآی شرقی)، یکی از دو استان اندونزی است که در گینهٔ نو واقع شده‌است.
پاپوآی غربی پیش از سال ۲۰۰۷ به‌عنوان بخش غربی استان ایریان جایا (ایریان جایا برات) شناخته می‌شده‌است. این استان را شبه‌جزیرهٔ «دوبرای» (سر پرنده)، شبه‌جزیرهٔ «بومبرای» و جزیره‌های «راجه آمپات» تشکیل می‌دهد.